# Нормальный объектив

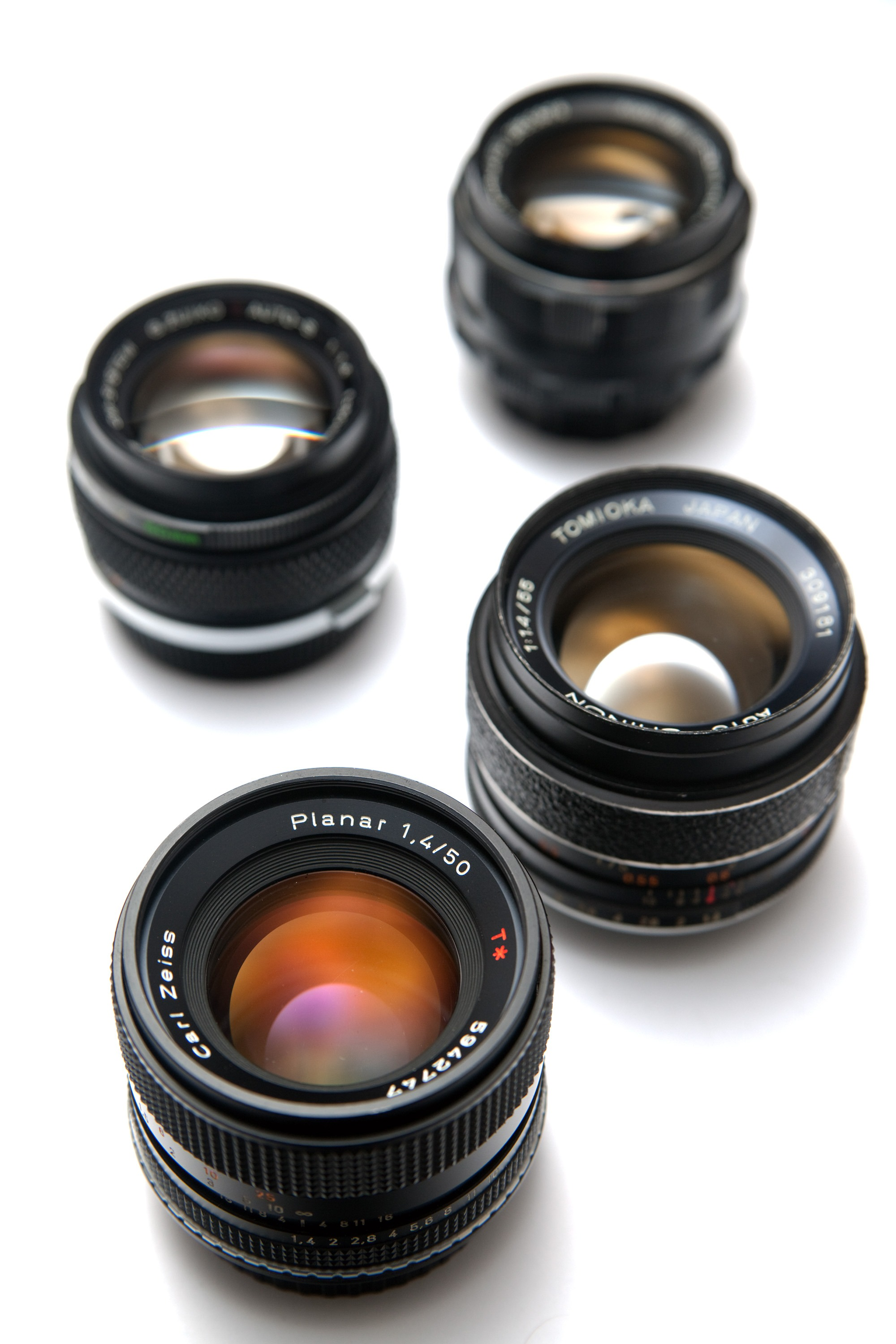
Нормальные объективы для малоформатных фотоаппаратов

Норма́льный объекти́в — съёмочный объектив постоянного фокусного расстояния, обеспечивающий на полученном изображении наиболее естественную перспективу, близкую к восприятию пространства человеческим зрением. Объективы с более коротким фокусным расстоянием считаются короткофокусными или широкоугольными, а с более длинным — длиннофокусными.
Угловое поле нормального объектива выбирается, исходя из предполагаемого размера изображения и расстояния, с которого оно рассматривается. В фотографии и кино эти условия разные, поэтому объективы, которые считаются нормальными, имеют разные угловые поля.

## Особенности
В фотографии нормальным считается объектив, фокусное расстояние которого равно или незначительно превышает диагональ кадра, а угловое поле находится в пределах 50—55°. В кинематографе с классическим кадром нормальными считаются объективы с фокусным расстоянием, равным удвоенной диагонали кадра киноплёнки, поскольку сравнительно небольшое изображение на экране рассматривается издалека. Для кинематографических систем с увеличенным экраном, например, широкоформатных, это соотношение может отличаться. Нормальный объектив наилучшим образом подходит для киносъёмки средних планов.
Нормальные объективы считаются универсальными и обладают наибольшими светосилой и разрешающей способностью во всех линейках сменной оптики. До широкого распространения зумов фотоаппараты и кинокамеры комплектовались нормальным объективом в качестве штатного. Большинство современных нормальных объективов представляют собой модернизированные вариации оптических схем объектива Петцваля, Триплета Кука и «Планара», разработанных в конце XIX века. Самым светосильным из нормальных является объектив «Zeiss Planar 50/0,7», спроектированный для американской лунной программы и выпущенный в количестве 10 экземпляров.
Для наиболее распространённого малоформатного кадра размером 24×36 мм «нормальным» считается объектив с фокусным расстоянием 50 мм. Оно незначительно превышает размер диагонали, составляющий 43 мм, однако общепринято. На профессиональном жаргоне такой объектив называется «полтинник». Значение было выбрано Оскаром Барнаком, создателем первых камер Leica, положивших начало 35-мм «киноплёночной» фотографии. В однообъективных зеркальных фотоаппаратах некоторое распространение получили фокусные расстояния нормального объектива 55, 57 и 58 мм: «Nikkor 55/1,2»; «Canon FL 55/1,2»; «Konica Hexanon AR 57/1,4»; «Noct Nikkor 58/1,2»; «Voigtländer Nokton 58/1,4»; «Гелиос-44-2» 58/2,0. Это объясняется невозможностью получения достаточно длинного заднего отрезка в наиболее распространённой симметричной оптической схеме Zeiss Planar без её дополнительного усложнения. Вместе с тем, даже фокусное расстояние объективов с обозначением «50 мм» на оправе, из-за сложностей оптических расчётов часто отличается от «круглого» значения. Так, точные фокусные расстояния «полтинников» Ernst Leitz составляли 51,6 мм, а нормальные объективы для «Контакса» обладали фокусным расстоянием 52,3 мм. Точно так же, фокусное расстояние советского «Индустар-61» равно 52,42 мм, хотя на оправе большинства его версий обозначено «50».
Для среднеформатных фотоаппаратов с кадром 6×6 см нормальными считаются объективы с фокусным расстоянием 75—80 мм. Для кадра 6×9 фокусное расстояние нормального объектива равно 105 мм, 9×12 — 135 мм, 13×18 — 210 мм.
Из-за особенностей условий рассматривания изображения в кинотеатре, для кинокадра классического формата нормальным считается объектив, превосходящий диагональ почти вдвое: 50 мм, как и в малоформатной фотографии, а для 16-мм киноплёнки — 20 мм. Для большинства широкоформатных систем кинематографа нормальным считается объектив с фокусным расстоянием 125 мм.
В цифровой фотографии с полнокадровой матрицей размером 24×36 мм используются те же фокусные расстояния нормальных объективов, что в плёночной. Для матрицы уменьшенного размера APS-C с учётом кроп-фактора 1,6 нормальным можно считать объектив 28 мм, а для более крупного формата APS-H то же поля зрения покрывает объектив 35 мм.

### Фотоаппараты и кинокамеры
Фокусное расстояние нормальных объективов для фото- и киноаппаратуры:
| Формат                 | Размеры изображения, мм | Диагональ кадра, мм | Фокусное расстояние нормального объектива |
| ---------------------- | ----------------------- | ------------------- | ----------------------------------------- |
| Классический кинокадр  | 16 × 21,95              | 27,2                | 50 мм                                     |
| Nikon DX               | 15,8 × 23,7             | 28,4                | 28 мм                                     |
| Полуформатный          | 18 × 24                 | 30                  | 30 мм                                     |
| APS-C                  | 16,7 × 25,1             | 30,1                | 28 мм                                     |
| APS-H                  | 18,7 × 28,1             | 33,7                | 35 мм                                     |
| Малоформатный          | 24 × 36                 | 43,27               | 45—58 мм                                  |
| 120/220, 6 × 4,5 (645) | 56 × 42                 | 70,00               | 75 мм                                     |
| 120/220, 6 × 6         | 56 × 56                 | 79,20               | 80 мм                                     |
| 120/220, 6 × 7         | 56 × 68                 | 88,09               | 90 мм                                     |
| 120/220, 6 × 9         | 56 × 82                 | 99,30               | 105 мм                                    |
| 4 × 5 дюймов           | 101,6 × 127             | 162,64              | 150 мм                                    |

### Компактные цифровые фотоаппараты и видеокамеры
В телевизионных и видеокамерах с середины 1950-х годов для обозначения формата кадра используется диаметр сигнальной шайбы передающей трубки, хотя диагональ кадра составляет лишь 2/3 от этого значения. Форматы современных ПЗС-матриц соответствуют размерам кадра на трубках и обозначается по этим же стандартам, несмотря на то, что диагональ сенсора равна его физическому размеру. Таким образом, существующие обозначения на 1/3 превосходят настоящий размер диагонали. Тем не менее, понятия нормального объектива в телевидении стандартной чёткости не существует, поскольку расчётным расстоянием наблюдения небольшого экрана считаются 6 его высот. Для современных компактных и псевдозеркальных цифровых фотоаппаратов диагональ матрицы также обозначается, исходя из стандартов телевидения:
| Тип сенсора | Размеры изображения, мм | Диагональ кадра, мм | Фокусное расстояние нормального объектива |
| ----------- | ----------------------- | ------------------- | ----------------------------------------- |
| 1/3,6"      | 4,0 × 3,0               | 5,0                 | 5 мм                                      |
| 1/3,2"      | 4,5 × 3,4               | 5,7                 | 5,7 мм                                    |
| 1/3"        | 4,8 × 3,6               | 6,0                 | 6 мм                                      |
| 1/2,7"      | 5,4 × 4,0               | 6,7                 | 6,7 мм                                    |
| 1/2,5"      | 5,8 × 4,3               | 7,2                 | 7 мм                                      |
| 1/2"        | 6,4 × 4,8               | 8,0                 | 8 мм                                      |
| 1/1,8"      | 7,2 × 5,3               | 8,9                 | 9 мм                                      |
| 1/1,7"      | 7,6 × 5,7               | 9,5                 | 9,5 мм                                    |
| 2/3"        | 8,8 × 6,6               | 11,0                | 11 мм                                     |
| 1"          | 12,8 × 9,6              | 16,0                | 16 мм                                     |
| Four Thirds | 17,3 × 13               | 21,63               | 22 мм                                     |
| 4/3"        | 18,0 × 13,5             | 22,5                | 23 мм                                     |

В большинстве случаев устройства с такими размерами сенсора оснащаются объективами с переменным фокусным расстоянием, и нормальный объектив, приведённый в таблице, служит лишь относительной мерой для оценки поля зрения.